# Titanopsis schwantesii
Titanopsis schwantesii är en isörtsväxtart som först beskrevs av Moritz Kurt Dinter, och fick sitt nu gällande namn av Schwant. Titanopsis schwantesii ingår i släktet Titanopsis och familjen isörtsväxter. Inga underarter finns listade i Catalogue of Life.